# 張瑞妍 (演員)
張瑞妍（1995年2月15日—），韓國女演員。

## 學歷
- 高麗大學 生命科學學院（生命科學部／學士）
- 高麗大學 國際研究所（國際學碩士課程／在學中）

## 電視劇
- 2020年 WHYNOT MEDIA《僅七天的浪漫2》飾 채현
- 2022年 MBC《醫法刑事》飾 吉素妍
- 2022年 TVING《螞蟻在燃燒》飾 배유나
- 2023年 ENA《該死的戀愛》飾 박현소
- 2023年 KBS《為你心動》飾 황소이

## 電影
- 2022年《緊急迫降》飾 空服員的妹妹